# 중앙아프리카 국가 경제 공동체

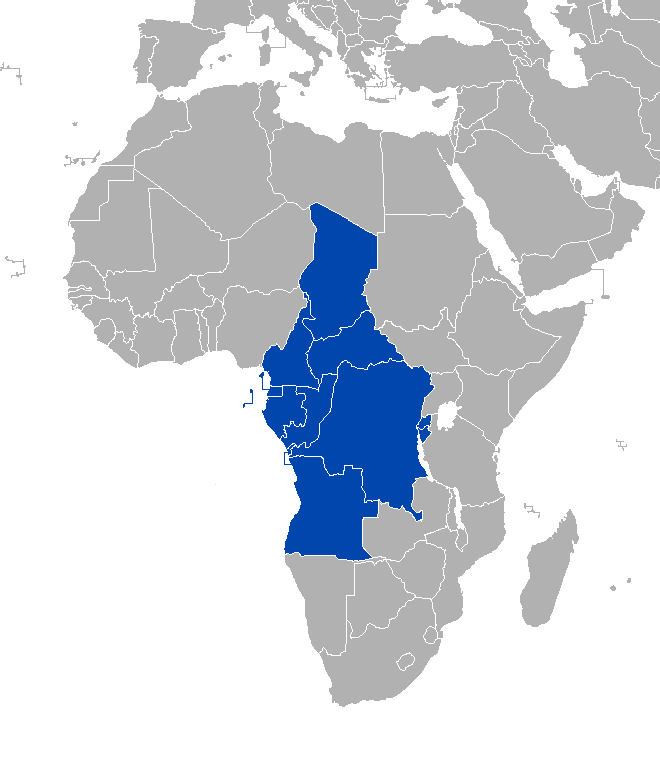
중앙아프리카 국가 경제 공동체 회원국

중앙아프리카 국가 경제 공동체(영어: Economic Community of Central African States, 프랑스어: Communauté Économique des États d'Afrique Centrale, 스페인어: Comunidad Económica de los Estados del África Central, 포르투갈어: Comunidade Económica dos Estados da África Central, 약칭 ECCAS, CEEAC)는 1985년에 창설된 중앙아프리카 11개국의 지역 협력체로, 가봉 리브르빌에 본부를 두고 있다.

## 회원국
- 카메룬
- 앙골라
- 가봉
- 적도 기니
- 콩고 공화국
- 콩고 민주 공화국
- 차드
- 르완다
- 상투메 프린시페
- 중앙아프리카 공화국
- 부룬디

## 같이 보기
- 아프리카의 경제
- 동아프리카 공동체
- 남아프리카 개발 공동체
- 동남아프리카 공동시장